# Liste des scénaristes des Simpson

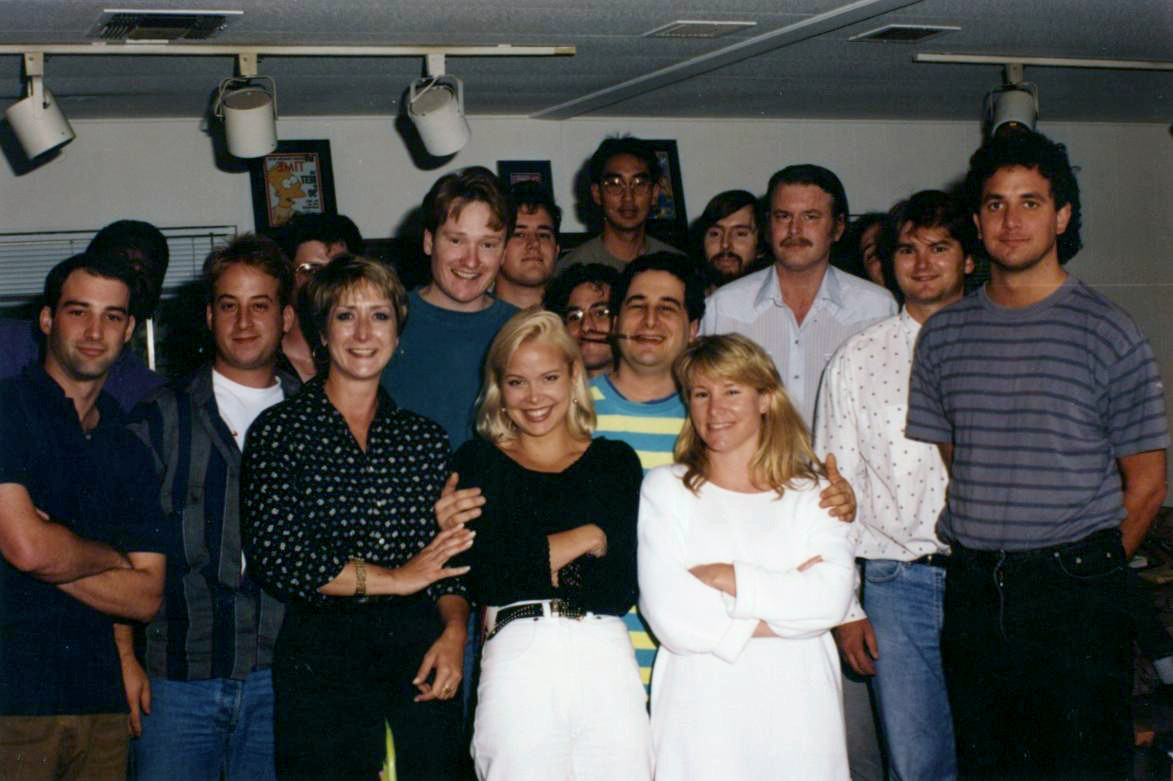
Une partie des scénaristes des Simpson en 1992.

Cet article présente la liste des scénaristes ayant travaillé pour Les Simpson. Au 25 septembre 2022, cent cinquante-quatre personnes ont été créditées pour avoir écrit ou coécrit au moins un épisode des Simpson.

## Liste
| #   | Nom                       | Épisodes écrits | Saisons                                        | Dernier épisode                                                       |
| --- | ------------------------- | --------------- | ---------------------------------------------- | --------------------------------------------------------------------- |
| 1   | Mimi Pond                 | 1               | 1                                              | S01E01 - Noël mortel                                                  |
| 2   | Jon Vitti                 | 25              | 1 à 7, 13 et 15 à 16                           | S16E02 - Coucher avec l'ennemi                                        |
| 3   | Jay Kogen                 | 10              | 1 à 4                                          | S04E17 - Grève à la centrale                                          |
| 4   | Wallace Wolodarsky        | 10              | 1 à 4                                          | S04E17 - Grève à la centrale                                          |
| 5   | Al Jean                   | 28              | 1 à 4, 6, 8 à 12, 26, 29 à 36                  | S36E12 - L'Homme qui volait trop                                      |
| 6   | Mike Reiss                | 10              | 1 à 4, 6 et 8                                  | S08E13 - Shary Bobbins                                                |
| 7   | John Swartzwelder         | 59              | 1 à 15                                         | S15E04 - Homer rentre dans la reine                                   |
| 8   | Sam Simon                 | 6               | 1 à 3                                          | S03E07 - Simpson Horror Show II                                       |
| 9   | Matt Groening             | 4               | 1, 3 et 7                                      | S07E21 - 22 courts-métrages sur Springfield                           |
| 10  | George Meyer              | 12              | 1 à 5, 10, 11 et 13                            | S13E01 - Les parents trinquent                                        |
| 11  | David M. Stern            | 9               | 2 à 4, 10 et 28                                | S28E16 - Kamp Krusty                                                  |
| 12  | Ken Levine                | 2               | 2 et 3                                         | S03E09 - Un père dans la course                                       |
| 13  | David Isaacs              | 2               | 2 et 3                                         | S03E09 - Un père dans la course                                       |
| 14  | Jeff Martin               | 13              | 2 à 5, 27, 28, 30 et 32                        | S32E14 - Yokel Hero                                                   |
| 15  | Nell Scovell              | 2               | 2 et 20                                        | S32E09 - Pas d'excuse                                                 |
| 16  | Steve Pepoon              | 1               | 2                                              | S02E13 - Tu ne déroberas point                                        |
| 17  | Brian K. Roberts          | 1               | 2                                              | S02E18 - Le Pinceau qui tue                                           |
| 18  | Howard Gewirtz            | 1               | 3                                              | S03E05 - Une belle simpsonnerie                                       |
| 19  | Robert Cohen              | 1               | 3                                              | S03E10 - Un cocktail d'enfer                                          |
| 20  | Thomas Chastain           | 1               | 3                                              | S03E21 - La Veuve noire                                               |
| 21  | Bill Oakley               | 12              | 4 à 7                                          | S07E21 - 22 courts-métrages sur Springfield                           |
| 22  | Josh Weinstein            | 12              | 4 à 7                                          | S07E21 - 22 courts-métrages sur Springfield                           |
| 23  | Conan O'Brien             | 4               | 4 à 5                                          | S05E05 - Simpson Horror Show IV                                       |
| 24  | Gary Apple                | 1               | 4                                              | S04E11 - Oh la crise... cardiaque !                                   |
| 25  | Michael Carrington        | 1               | 4                                              | S04E11 - Oh la crise... cardiaque !                                   |
| 26  | Frank Mula                | 3               | 4, 5 et 11                                     | S11E11 - Il était une « foi »                                         |
| 27  | Adam I. Lapidus           | 1               | 4                                              | S04E19 - Le Roi du dessin animé                                       |
| 28  | Greg Daniels              | 8               | 5 à 7                                          | S07E21 - 22 courts-métrages sur Springfield                           |
| 29  | Dan McGrath               | 4               | 5 et 6                                         | S06E01 - Bart des ténèbres                                            |
| 30  | Bill Canterbury (en)      | 2               | 5                                              | S05E06 - Marge en cavale                                              |
| 31  | David Mirkin              | 2               | 5 et 26                                        | S26E10 - L'Homme qui vint pour être le dîner                          |
| 32  | David Richardson          | 1               | 5                                              | S05E16 - Homer aime Flanders                                          |
| 33  | Jace Richdale             | 1               | 5                                              | S05E18 - L'Héritier de Burns                                          |
| 34  | Mike Scully               | 13              | 6 à 14 et 35                                   | S35E06 - Iron Marge                                                   |
| 35  | Bob Kushell               | 2               | 6 et 7                                         | S07E15 - Krusty « le retour »                                         |
| 36  | David X. Cohen            | 14              | 6 à 10 et 32                                   | S32E06 - Podcast News                                                 |
| 37  | Jonathan Collier          | 6               | 6 à 8                                          | S08E03 - Le Roi du ring                                               |
| 38  | David Sacks               | 1               | 6                                              | S06E11 - La Peur de l'avion                                           |
| 39  | Jennifer Crittenden       | 5               | 6 à 8                                          | S08E11 - Pour quelques bretzels de plus                               |
| 40  | Brent Forrester           | 4               | 6 et 7                                         | S07E24 - Homer le rocker                                              |
| 41  | Ken Keeler                | 7               | 6 à 9                                          | S09E02 - Le Principal principal                                       |
| 42  | Joshua Sternin            | 2               | 6 et 9                                         | S09E19 - Un Homer à la mer                                            |
| 43  | Jeffrey Ventimilia        | 2               | 6 et 9                                         | S09E19 - Un Homer à la mer                                            |
| 44  | Steve Tompkins            | 4               | 7 et 8                                         | S08E24 - Les Vrais-Faux Simpson                                       |
| 45  | Dan Greaney               | 20              | 7 à 11, 14, 15, 17, 21, 25, 28, 32 et 34       | S34E03 - Lisa la scout                                                |
| 46  | Richard Appel             | 7               | 7 à 10                                         | S10E05 - Homer fait son cinéma                                        |
| 47  | Spike Feresten            | 1               | 7                                              | S07E09 - Bombinette Bob                                               |
| 48  | Jack Barth                | 1               | 7                                              | S07E19 - Un poisson nommé Selma                                       |
| 49  | Rachel Pulido             | 2               | 7 et 8                                         | S08E19 - L'Amour pédagogique                                          |
| 50  | Ian Maxtone-Graham        | 22              | 8 à 18 et 20 à 25                              | S25E22 - Le Prix de la lâcheté                                        |
| 51  | Steve Young               | 1               | 8                                              | S08E08 - Une crise de Ned                                             |
| 52  | Reid Harrison             | 2               | 8 et 19                                        | S19E16 - Colonel Homer                                                |
| 53  | Ron Hauge                 | 7               | 8 à 11                                         | S11E15 - Missionnaire impossible                                      |
| 54  | Donick Cary               | 7               | 8 à 11                                         | S11E04 - Simpson Horror Show X                                        |
| 55  | Ned Goldreyer             | 2               | 9                                              | S09E04 - Simpson Horror Show VIII                                     |
| 56  | Steve O'Donnell           | 2               | 9                                              | S09E13 - Un coup de pied aux cultes                                   |
| 57  | Larry Doyle               | 7               | 9 à 12                                         | S12E11 - Le Pire Épisode                                              |
| 58  | Brian Scully              | 3               | 9 et 10                                        | S10E16 - C'est dur la culture                                         |
| 59  | Matt Selman               | 31              | 9 à 14, 16 à 19, 21 à 24, 26, 28, 30, 34 et 36 | S36E05 - Simpson Horror Show XXXV                                     |
| 60  | Jane O'Brien              | 1               | 10                                             | S10E01 - La Graisse antique                                           |
| 61  | Tom Martin                | 3               | 10 à 12                                        | S12E10 - L'Orgueil du puma                                            |
| 62  | Tim Long                  | 35              | 10 à 14, 16 à 18, 20 à 26, 29 à 34 et 36       | S36E22 - Estranger Things                                             |
| 63  | Julie Thacker             | 3               | 10 à 12                                        | S12E19 - Le Miracle de Maude                                          |
| 64  | Carolyn Omine             | 29              | 11 à 16, 18, 19, 21 à 28, 30 à 36              | S36E11 - Un Noël sous hypnose (Partie 2)                              |
| 65  | Dan Castellaneta          | 9               | 11, 13, 15, 17, 22, 23, 28 et 30               | S30E03 - Autoroute pour le paradis                                    |
| 66  | Deb Lacusta               | 9               | 11, 13, 15, 17, 22, 23, 28 et 30               | S30E03 - Autoroute pour le paradis                                    |
| 67  | Rob LaZebnik              | 25              | 12, 20 à 33, 35 et 36                          | S36E14 - The Past and the Furious                                     |
| 68  | John Frink                | 38              | 12 à 15, 17 à 27, 29 à 35                      | S35E15 - Jour de crémation                                            |
| 69  | Don Payne                 | 19              | 12 à 21 et 25                                  | S25E08 - Noël blanc                                                   |
| 70  | Bob Bendetson             | 2               | 12 et 13                                       | S13E15 - Aventures au Brésil                                          |
| 71  | Joel H. Cohen             | 38              | 13 à 20 et 22 à 36                             | S36E19 - Abe League of Their Moe                                      |
| 72  | Dana Gould                | 7               | 13 à 17 et 19                                  | S19E04 - La Marge et le Prisonnier                                    |
| 73  | Bill Freiberger           | 1               | 13                                             | S13E06 - Sans foi ni toit                                             |
| 74  | Andrew Kreisberg          | 2               | 13 et 14                                       | S14E11 - Homer va le payer                                            |
| 75  | Josh Lieb                 | 1               | 13                                             | S13E14 - To Bart or not to Bart                                       |
| 76  | Matt Warburton            | 11              | 13 à 16 et 18 à 23                             | S23E19 - Un truc super à ne jamais refaire                            |
| 77  | Marc Wilmore              | 12              | 14, 16, 17, 19, 20, 23 et 25 à 26              | S26E14 - Taxi Girl                                                    |
| 78  | Brian Kelley              | 21              | 14, 15, 20 à 22, 24 à 27, 29 à 35              | S35E13 - Le Clan de la maman des cavernes                             |
| 79  | Kevin Curran              | 12              | 14 à 18, 20 à 22, 25 et 29                     | S29E12 - Homer est là où n'est pas l'art                              |
| 80  | Brian Pollack             | 1               | 14                                             | S14E05 - Reality chaud                                                |
| 81  | Mert Rich                 | 1               | 14                                             | S14E05 - Reality chaud                                                |
| 82  | Dennis Snee               | 1               | 14                                             | S14E07 - Pour l'amour d'Edna                                          |
| 83  | Sam O'Neal                | 1               | 14                                             | S14E10 - La Foi d'Homer                                               |
| 84  | Neal Boushell             | 1               | 14                                             | S14E10 - La Foi d'Homer                                               |
| 85  | Allen Glazier             | 4               | 14, 15, 21 et 25                               | S25E12 - Diggs                                                        |
| 86  | J. Stewart Burns          | 28              | 14 à 20, 23 à 29, 31, 32, 34 à 36              | S36E18 - Yellow Planet                                                |
| 87  | Michael Price             | 26              | 15 à 30, 32 à 35                               | S35E08 - La Romance de Bonny                                          |
| 88  | Robin J. Stein            | 1               | 15                                             | S15E10 - Tout un roman !                                              |
| 89  | Julie Chambers            | 1               | 15                                             | S15E12 - Un gros soûl, des gros sous                                  |
| 90  | David Chambers            | 1               | 15                                             | S15E12 - Un gros soûl, des gros sous                                  |
| 91  | Bill Odenkirk             | 15              | 16, 18 à 22, 24, 26, 27 à 29 et 31             | S31E03 - La Grosse Ligne bleue                                        |
| 92  | Jeff Westbrook            | 28              | 16 à 23, 25, 26, 28 à 36                       | S36E21 - Full Heart, Empty Pool                                       |
| 93  | Patric M. Verrone (en)    | 1               | 17                                             | S17E03 - Serial piégeurs                                              |
| 94  | Daniel Chun (en)          | 6               | 17 à 19 et 21                                  | S21E04 - Simpson Horror Show XX                                       |
| 95  | Stephanie Gillis          | 11              | 17, 19 à 21, 23 à 27 et 30                     | S30E01 - Bart n'est pas mort                                          |
| 96  | Peter Gaffney             | 2               | 18 et 22                                       | S22E20 - Homer aux mains d'argent                                     |
| 97  | Billy Kimball             | 9               | 18 à 25                                        | S25E22 - Le Prix de la lâcheté                                        |
| 98  | Mick Kelly (en)           | 1               | 19                                             | S19E06 - Millie le petit orphelin                                     |
| 99  | William Wright (en)       | 3               | 19, 21 et 26                                   | S26E07 - Drôle de camping                                             |
| 100 | Matt Marshall (en)        | 1               | 20                                             | S20E14 - Au nom du grand-père                                         |
| 101 | Valentina L. Garza (en)   | 4               | 20, 22, 24 et 26                               | S26E05 - Fric-frack                                                   |
| 102 | Bendan Hay (en)           | 1               | 20                                             | S20E21 - Un prince à New-Orge                                         |
| 103 | Evan Goldberg             | 1               | 21                                             | S21E01 - Super Homer                                                  |
| 104 | Seth Rogen                | 1               | 21                                             | S21E01 - Super Homer                                                  |
| 105 | Mitchell H. Glazer (en)   | 2               | 21 et 25                                       | S25E05 - L'Instinct paternel                                          |
| 106 | Michael Nobori (en)       | 2               | 21 et 25                                       | S25E04 - On ne vit qu'une fois                                        |
| 107 | Chris Cluess (en)         | 1               | 22                                             | S22E09 - Gym Tony                                                     |
| 108 | Dick Blasucci (en)        | 1               | 22                                             | S22E19 - La Vraie Femme de Gros Tony                                  |
| 109 | Steve Viksten (en)        | 1               | 22                                             | S22E20 - Homer aux mains d'argent                                     |
| 110 | Justin Hurwitz            | 1               | 23                                             | S23E01 - Mémoire effacée                                              |
| 111 | Dan Vebber                | 14              | 23, 27, 29 à 36                                | S36E15 - The Flandshees of Innersimpson                               |
| 112 | Ben Joseph (en)           | 1               | 23                                             | S23E18 - Un enfant ça trompe énormément                               |
| 113 | David Mandel              | 1               | 24                                             | S24E02 - Simpson Horror Show XXIII                                    |
| 114 | Tom Gammill               | 6               | 24, 28, 29 et 31                               | S31E18 - L'Incroyable Légèreté d'être un bébé                         |
| 115 | Max Pross                 | 6               | 24, 28, 29 et 31                               | S31E18 - L'Incroyable Légèreté d'être un bébé                         |
| 116 | Brian McConnachie         | 1               | 24                                             | S24E20 - Un talent caché                                              |
| 117 | Eric Kaplan               | 1               | 24                                             | S24E21 - La Saga de Carl                                              |
| 118 | David H. Steinberg        | 1               | 25                                             | S25E21 - La Fête de quartier / Pay Pal                                |
| 119 | Judd Apatow               | 1               | 26                                             | S26E11 - Le Nouvel Ami de Bart                                        |
| 120 | Neil Campbell (en)        | 1               | 26                                             | S26E12 - Le Musk qui venait d'ailleurs                                |
| 121 | Michael Ferris            | 2               | 27 et 30                                       | S30E06 - De Russie sans amour                                         |
| 122 | Eric Horsted (en)         | 1               | 27                                             | S27E22 - L'orange est le nouveau jaune                                |
| 123 | Dave King (en)            | 1               | 28                                             | S28E03 - La Ville                                                     |
| 124 | Harry Shearer             | 1               | 28                                             | S28E05 - Faites confiance mais clarifiez                              |
| 125 | Peter Tilden (en)         | 1               | 28                                             | S28E07 - Week-end dingue à La Havane                                  |
| 126 | Koh Ryan (en)             | 11              | 29 à 35                                        | S35E12 - Lisa pro de la F1                                            |
| 127 | Ron Zimmerman             | 1               | 28                                             | S28E15 - Le Chapeau magique                                           |
| 128 | Simon Rich                | 1               | 28                                             | S28E18 - La Montre paternelle                                         |
| 129 | Miranda Thompson (en)     | 4               | 29 à 31                                        | S31E09 - Todd, Todd, pourquoi m'as-tu abandonné ?                     |
| 130 | Daniel Furlong (en)       | 1               | 29                                             | S29E16 - Punaise !                                                    |
| 131 | Zach Posner (en)          | 1               | 29                                             | S29E16 - Punaise !                                                    |
| 132 | David Silverman           | 1               | 29                                             | S29E17 - Lisa a le blues                                              |
| 133 | Renee Ridgeley            | 1               | 30                                             | S30E02 - Hôtel des cœurs brisés                                       |
| 134 | Vince Waldron (en)        | 1               | 30                                             | S30E03 - Autoroute pour le paradis                                    |
| 135 | Robin Sayers (en)         | 1               | 30                                             | S30E07 - Maman travaille                                              |
| 136 | Jane Becker (en)          | 1               | 30                                             | S30E13 - Je sais danser en gros                                       |
| 137 | Megan Amram               | 3               | 30 et 33                                       | S33E20 - Marge la brute                                               |
| 138 | Cartwright Nancy          | 1               | 30                                             | S30E19 - Les Filles de l'orchestre                                    |
| 139 | Jenna Martin (en)         | 1               | 30                                             | S30E20 - Je suis juste une fille qui peut pas dire T'oh               |
| 140 | Max Cohn (en)             | 1               | 31                                             | S31E05 - Les Gorilles sur le mât                                      |
| 141 | Elisabeth Kiernan Averick | 3               | 31, 33 et 35                                   | S35E07 - Une vie pleine de gaffes                                     |
| 142 | Pete Holmes               | 1               | 31                                             | S31E19 - Prêtres en guerre (Partie 1)                                 |
| 143 | David Cryan (en)          | 1               | 32                                             | S32E01 - Burns infiltré                                               |
| 144 | Cesar Mazariegos (en)     | 7               | 33 et 36                                       | S36E17 - P.S. I Hate You                                              |
| 145 | Julia Prescott            | 1               | 32                                             | S32E04 - Simpson Horror Show XXXI                                     |
| 146 | Danielle Weisberg (en)    | 1               | 32                                             | S32E07 - Trois rêves qui s'effondrent                                 |
| 147 | Jessica Conrad            | 7               | 32, 34 à 36                                    | S36E07 - Le Simpson Horror Show : Quelque chose de maléfique approche |
| 148 | Samantha Martin (en)      | 1               | 32                                             | S32E14 - Yokel Hero                                                   |
| 149 | Christine Nangle          | 4               | 33, 34 et 36                                   | S36E06 - Courts Métrages au féminin                                   |
| 150 | Nick Dahan (en)           | 2               | 33 et 36                                       | S36E09 - Homer et ses sœurs                                           |
| 151 | Juliet Kaufman (en)       | 1               | 33                                             | S33E05 - Le Ventre de Lisa                                            |
| 152 | Johnny LaZebnik (en)      | 2               | 33 et 36                                       | S36E13 - L'Épisode de la bouteille                                    |
| 153 | Loni Steele Sosthand      | 4               | 33, 34 et 36                                   | S36E08 - Air Confort                                                  |
| 154 | Gupta Broti (en)          | 4               | 34 à 36                                        | S36E20 - Stew Lies                                                    |